# Ліана Паскуалі
Ліана Паскуалі (італ. Liana Pasquali, *10 жовтня 1915, Фіуме — †10 червня 2010, Кальярі) — італійська арфистка і музичний педагог.

## Біографія
Навчалася грі на арфі в Римі, потім закінчила Паризьку консерваторію по класу Марселя Турньє. У 1947 влаштувалася в Румунії, спершу в Клужі, а потім в 1955-1975 була професором Бухарестської консерваторії, фактично заснувавши національну румунську школу арфи. Серед учнів Паскуалі, зокрема, Іван Йон Рончі. Як солістка виступала в ансамблі з такими музикантами, як Максим Амфітеатров, Джордже Джорджеску. Після виходу на пенсію повернулася до Італії, жила поблизу Кальярі. Автор ряду перекладень для арфи (зокрема, партит Йоганна Себастьяна Баха та «Угорських танців» Ференца Фаркаша).